# Kunstpavillon Zagreb

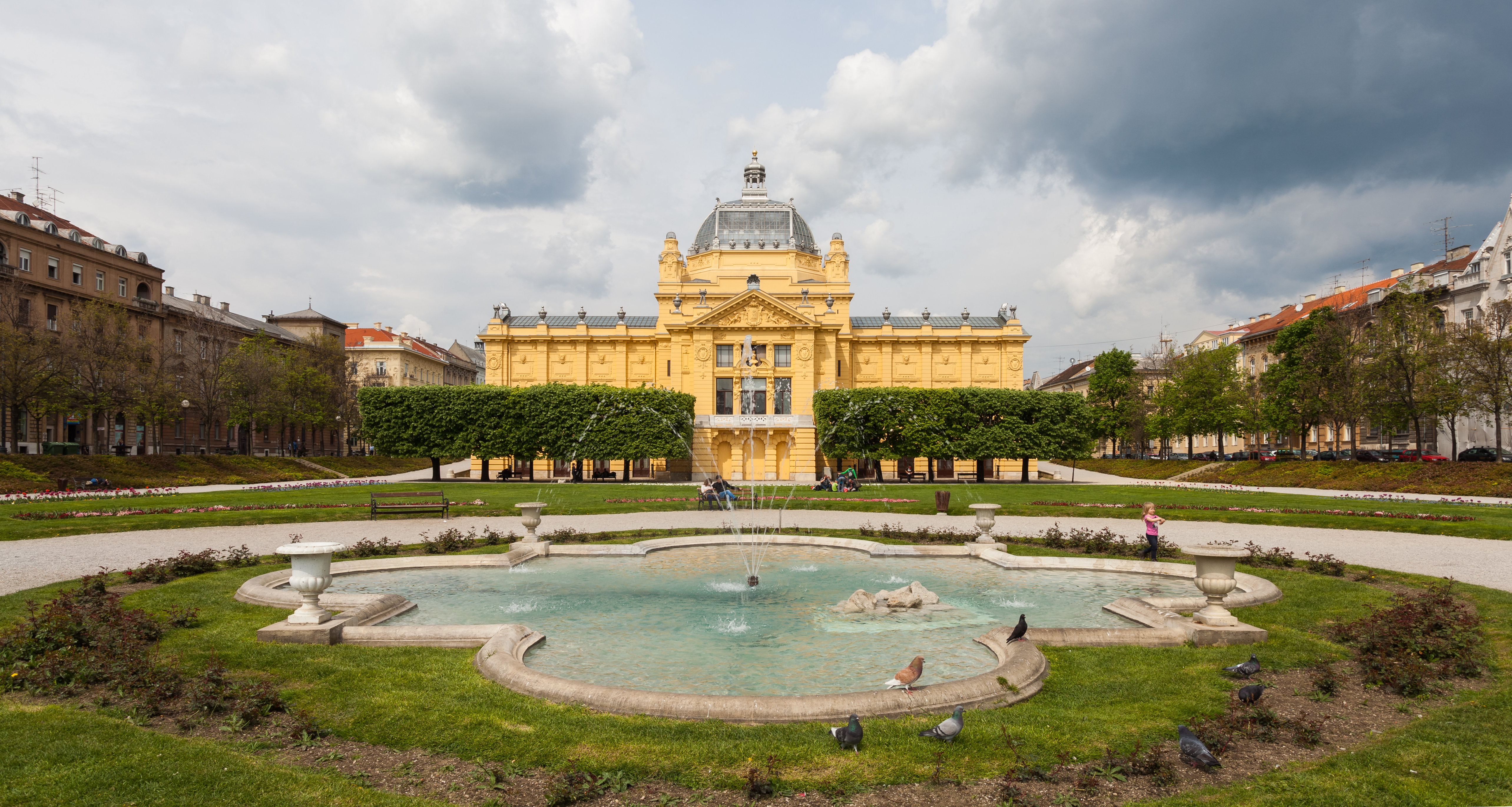
Der Kunstpavillon vom König-Tomislav-Platz aus gesehen

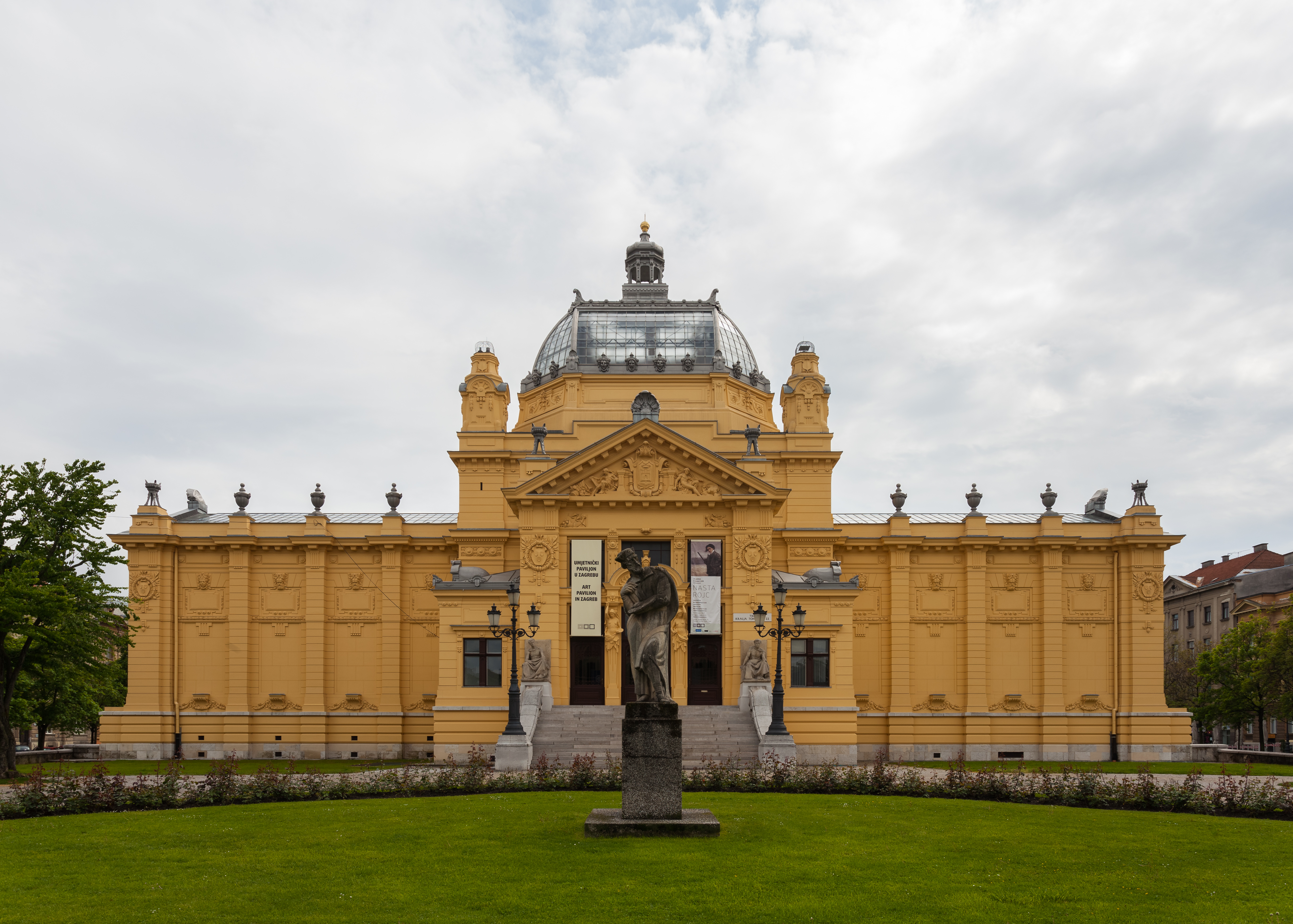
Rückseite vom Gebäude

Der Kunstpavillon (kroatisch Umjetnički paviljon) ist eine 1898 gegründete, internationale Kunst- und Ausstellungshalle für zeitgenössische Kunst in der Zagreber Unterstadt.

## Geschichte
Die Idee einer öffentlichen Kunsthalle für Zagreb wurde erstmals im Frühjahr 1895 u. a. vom kroatischen Maler Vlaho Bukovac formuliert. Aufbauend auf dieser Idee, entschied man sich die Werke kroatischer Künstler auf der Budapester Millenniumsausstellung 1896 in einem vorgefertigten Pavillon zu zeigen, um denselben dann nach der Ausstellung leichter nach Zagreb transportieren zu können. Der ursprüngliche Pavillon wurde nach Plänen der Budapester Architekten Kálmán Giergl und Flóris Korb errichtet.
Nach der Ausstellung wurde die Eisenskelettkonstruktion nach Zagreb überführt und unter Leitung der Architekten Fellner & Helmer wiederaufgebaut. Das Äußere des Gebäudes wurde mit Skulpturen verschiedener Künstler ausgestattet: Die Ostfassade zeigt Büsten von drei Renaissance-Malern dalmatinischer Abstammung: Vittore Carpaccio, Giulio Clovio und Andrea Schiavone; die Westfassade zeigt Büsten von Michelangelo, Raffael und Tizian. Bei seiner Eröffnung am 15. Dezember 1898 war der Pavillon eines der ersten komplett in Fertigbauweise konstruierten Bauwerke in Europa.
Der Kunstpavillon verfügt über eine Ausstellungsfläche von 600 m² aber keine ständigen Sammlungen. 2006 wurde das Glasdach des Pavillons renoviert und die Beleuchtungsanlage ersetzt, seit 2010 sind an der gesamten Fassade Renovierungsarbeiten im Gange.

## Ausstellungen (Auswahl)
Bis heute organisiert der Kunstpavillon rund 700 v. a. retrospektiven Ausstellungen kroatischer und internationaler Künstler, wie Käthe Kollwitz, Henry Moore oder Auguste Rodin. Zu den Ausstellungen der letzten Jahre gehörten die Werke von Künstler wie Gilles Aillaud, Edo Kovačević, Gerhard Richter und Milivoj Uzelac, sowie Gruppenausstellungen von Künstlern wie Santiago Sierra und Boris Mikhailov, Karl von Piloty, Nikolaos Gyzis, Gabriel von Max und Franz von Stuck.
- 1939: Internationale Fotografieausstellung, Zagreb, 1939
- 1960: Naive Künstler Jugoslawiens, Kunstpavillon, Zagreb, 1960
- 1970: Internationale Ausstellung Naiver Kunst, Kunstpavillon, Zagreb, 1970
- 1980: Expressionismus und die kroatische Malerei, Zagreb, 1980
- 1991: Vjekoslav Rukljač – Weiblicher Akt, Zagreb, 1991
- 1994: 18. Zagreber Graphikausstellung, Zagreb, 1994
- 1995: Ljubo Ivančić – Selbstportraits 1945–1995, Zagreb 1995
- 1996: Ivan Lovrenčić – Illustrationen für Kroatische Dichter, Zagreb, 1996
- 1997: Nikola Koydl – Zeichnungen 1985–1997, Zagreb, 1997
- 1998: Đuro Seder – Adam und Eva, Zagreb, 1998
- 2000: Dušan Džamonja – Zeichnungen und Skulpturen, Zagreb, 2000
- 2001: Katarzyna Kozyra, Zagreb, 2001
- 2001: Andy Warhol – Seine Kunst & sein Leben (1928–1987), Zagreb, 2001
- 2003: Mimmo Rotella in Zagreb, Zagreb, 2003
- 2004: Damir Sokić, Zagreb, 2004
- 2005: Edo Murtić: Gemälde 2003-2004, Zagreb, 2005
- 2006: Edo Kovačević – Retrospektive, Zagreb, 2006
- 2006: Ivo Kalina – Retrospektive 1925–1995, Zagreb, 2006
- 2007: Gerhard Richter: Übersicht, Zagreb, 2007
- 2007: Vlado Kristl: prije egzila; radovi 1943–1962, Zagreb, 2007
- 2009: Alternative Landschaften, '50er und '60er, Zagreb, 2009
- 2009: Zagreb – München: Kroatische Malerei und die Akademie der Bildenden Künste in München, Zagreb, 2009
- 2009: Anto Jerković – Retrospektive, Zagreb, 2009
- 2010: Kristina Leko und David Smithson: Snoring in the USA, Zagreb, 2010
- 2011: Ante Kaštelančić, Zagreb, 2011